# Molly Hartleb
Molly Julia Hartleb, född 31 december 1976 i Katarina församling, Stockholm, är en svensk filmregissör och manusförfattare.
Molly Hartleb är dotter till dokumentärfilmaren Rainer Hartleb och dramatikern Margareta Garpe.
Hon utbildade sig i filmproduktion och började senare som inspelningsassistent i Kjell-Åke Anderssons långfilm Familjehemligheter (2001) och var därefter inspelningsledare i Festival samma år. Hennes första manus- och regiarbete var kortfilmen Pappa Jansson och långfilmen Alla bara försvinner, bägge 2004.
Hon har för Sveriges Television regisserat serierna Vår tid är nu (2017) Höök (2007) och Lögnens pris (2007) samt Hinsehäxan (2012). Hon har också varit medregissör i TV4:s serier Labyrint (2007) och Oskyldigt dömd (2008). Hon driver det egna filmbolaget Mollywood.

## Filmografi
- 2004 – Pappa Jansson (kortfilm; även manus)
- 2004 – Alla bara försvinner (även manus)
- 2005 – Stockholm Boogie (regiassistent)
- 2007 – Höök (SVT)
- 2007 – Lögnens pris (SVT)
- 2007 – Labyrint (TV4)
- 2008 – Oskyldigt dömd (TV4)
- 2009 – Fallet — Avsnitt 2: Rödebyfallet & Avsnitt 3: Skandiaaffären (SVT)
- 2010 – Kommissarie Winter — Nästan död man (SVT)
- 2012 – Hinsehäxan (SVT)
- 2013 – Farliga drömmar (TV4)
- 2014 – När sugfiskar krockar (SVT)
- 2014 – Tjockare än vatten (SVT)
- 2017 – Vår tid är nu (SVT)